# دينامو يريفان
دينامو يريفان  هي جمعية رياضية في يريفان، أرمينيا. تأسست في عام 1936.
تشمل فرق النادي ما يلي:
- إف سي دينامو يريفان - فريق كرة القدم
- HC دينامو يريفان - فريق الهوكي